# Charles G. Booth
Charles Gordon Booth (* 12. Februar 1896 in Prestwich, Grafschaft Lancashire; † 22. Mai 1949 in Beverly Hills, Los Angeles, Kalifornien) war ein aus Großbritannien stammender US-amerikanischer Schriftsteller und Drehbuchautor, der 1946 einen Oscar für die beste Originalgeschichte sowie einen Edgar Allan Poe Award für das beste Filmdrehbuch gewann.

## Leben
Booth war zunächst als Schriftsteller tätig und verfasste 1926 mit Sinister house. A mystery story of Southern California seinen Debütroman. Nach seinem gleichnamigen Roman entstand 1936 der Film Der General starb im Morgengrauen unter der Regie von Lewis Milestone mit Gary Cooper, Madeleine Carroll und Akim Tamiroff.
Für die aufgrund einer fiktiven Darstellung über den Duquesne-Spionagering entstandene Vorlage zu dem Film Das Haus in der 92. Straße (1945) von Henry Hathaway mit William Eythe, Lloyd Nolan und Signe Hasso gewann er bei der Oscarverleihung 1946 den Oscar für die beste Originalgeschichte. Darüber hinaus erhielt er hierfür zusammen mit Barré Lyndon und John Monks Jr. 1946 den Edgar Allan Poe Award für das beste Filmdrehbuch.
Außerdem war er 1949 mit Winston Miller für Rache ohne Gnade (Fury at Furnace Creek, 1948) von H. Bruce Humberstone mit Victor Mature, Coleen Gray und Glenn Langan für einen WGA Award der Writers Guild of America  für die Originalvorlage zu einem Western nominiert.
Nach seiner Kurzgeschichte Caviar for His Excellency entstand außerdem der Film Mond über Parador (1988) von Paul Mazursky mit Richard Dreyfuss, Raúl Juliá und Sônia Braga.

## Veröffentlichungen
- 1926: Sinister house. A mystery story of Southern California
- 1929: Gold bullets
- 1930: Murder at high tide
- 1932: Those seven alibis
- 1941: The general died at dawn (Neuveröffentlichung)
- 1944: Mr. Angel comes aboard

## Filmografie (Auswahl)
- 1936: Der General starb im Morgengrauen (The General Died at Dawn)
- 1941: Waffenschmuggler von Kenya (Sundown)
- 1945: Das Haus in der 92. Straße (The House on 92nd Street)
- 1948: Rache ohne Gnade (Fury at Furnace Creek)

## Auszeichnungen
- 1946: Oscar für die beste Originalgeschichte
- 1946: Edgar Allan Poe Award für das beste Filmdrehbuch